# Dani Alves
Daniel Alves da Silva (* 6. května 1983 Juazeiro), známý zkráceně jako Dani Alves, je bývalý brazilský profesionální fotbalista, který hrál na pozici pravého krajního obránce. V průběhu své kariéry se vypracoval na jednoho z nejlepších hráčů na svém postu. Napříč seniorskou kariérou získal 43 trofejí a je tak druhým nejúspěšnějším fotbalistou v počtu trofejí.
Kariéru zahájil v rodné Brazílii, odkud roku 2003 zamířil do španělského klubu Sevilla FC. Se Sevillou vybojoval několik trofejí včetně premiérové trofeje z Poháru UEFA. Od roku 2008 do roku 2016 byl hráčem jiného španělského klubu FC Barcelona. V sezónách 2008/09 a 2014/15 vyhrál s Barcelonou treble, tedy výhru v domácí lize, domácím poháru a Lize mistrů UEFA v jedné sezóně. V roce 2016 přestoupil do italského Juventusu a zahrál si s ním své další finále Ligy mistrů, ve kterém právě proti Barceloně prohrál. Mezi roky 2017 až 2019 hájil dres francouzského celku Paris Saint-Germain, než se vrátil do Brazílie, do klubu São Paulo FC. Později se znovu upsal Barceloně.
Je dvojnásobným vítězem Copa América (2007, 2019) a též dvojnásobným vítězem Konfederačního poháru (2009, 2013). Na fotbalovém turnaji na Letních olympijských hrách vybojoval v roce 2021 zlatou medaili, čímž pomohl národnímu mužstvu k obhajobě.

## Klubová kariéra

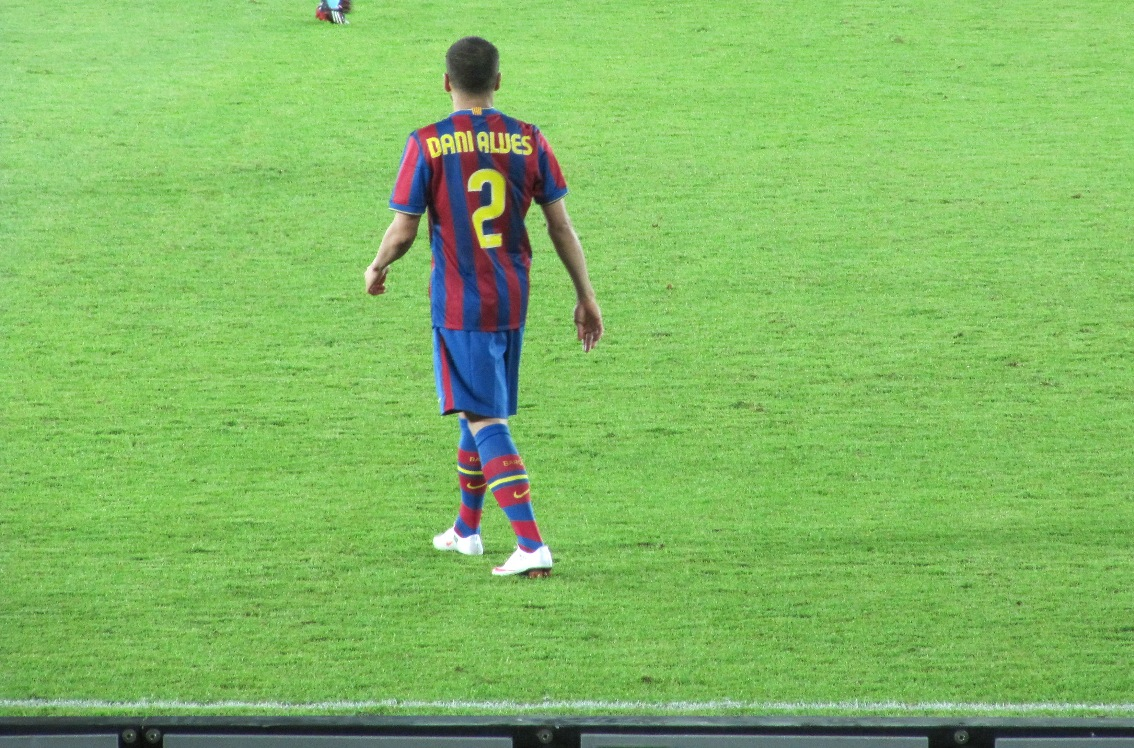
Daniel Alves během semifinálového zápasu mistrovství světa klubů FIFA 2009 v Abu Dhabi.

### Raná kariéra
Ve 13 letech bydlel s bratrem ve středu Juazeira, kde pokračoval ve hraní fotbalu v místní akademii. Do Bahíi mířící trenér José Carlos Quiroz jej vzal s sebou a 15letý Alves hrál nově za juniorku Bahíí, která byla zároveň rezervním týmem. O pár let později jej do áčka přibral trenér Evaristo Macedo, sám bývalý fotbalista Realu Madrid a Barcelony. Při debutu proti Paraná si zapsal gólovou asistencí a po faulu na něj byla odpískána penalta, díky čemuž Bahía ve státní lize Campeonato Baiano vyhrála 3:0.

### Sevilla FC
Šest let působil v Seville, kde se v řadách jeho spoluhráčů vyskytovali další talentovaní fotbalisté Sergio Ramos, José Antonio Reyes, Jesús Navas, všichni okolo 20 let věku, a také Antonio Puerta. V sezóně 2003/04 byl trenérem Joaquínem Caparrósem postaven na post pravého krajního záložníka, post pravého krajního obránce totiž držel Sergio Ramos. Odehrál 29 soutěžních zápasů a vstřelil jeden gól. Caparrósův odchod a příchod útočně laděného Juande Ramose Brazilci vyhovoval, zvláště když roku 2006 odešel Ramos do Realu Madrid a uvolnil mu post „beka“. Útočící Alves se nově doplňoval s Jesúsem Navasem stojícím v rozestavení na dříve „jeho“ pravé straně zálohy, který kryl jeho výpady vpřed.
Ve skupinovém zápase Poháru UEFA na hřišti FC Zürich dne 29. listopadu 2006 při venkovní výhře 4:0 poprvé vstřelil dva góly za soutěžní zápas.
V letním přestupovém období roku 2007 se o jeho služby ucházel anglický klub Chelsea, ten se však se Sevillou nedohodl na přestupové částce a následně odkoupil Juliana Bellettiho z Barcelony. V srpnu 2007 pomohl zisku španělského superpoháru Supercopa de España, když v prvním zápase pomohl porazit Real Madrid 2:0.
Při přestupu do Barcelony v létě 2008 prohlásil: „Tomuto klubu vděčím za všechno. Takovým hráčem jakým jsem teď, jsem výhradně díky Seville. Nikdy nezapomenu a rád bych se tam někdy vrátil.“[zdroj?] A José María Del Nido, prezident klubu, s nímž se právě loučil, mu opětoval. „Daniel odchází, protože na to má právo, svými výkony se o velký přestup zasloužil. Sní o tom, že jednou bude jako Cafú, a nepochybuji, že to dokáže. Je to unikátní fotbalový klenot.“[ujasnit]

### FC Barcelona

#### Sezóna 2008/09
V jednom z největších letních přestupů světa fotbalu roku 2008 přestoupil ze Sevilly do Barcelony za částku 29 milionů eur. Dalších šest milionů mělo putovat sevillskému klubu v návaznosti na Alvesovu výkonnost. Stal se tak v té době nejdražším fotbalovým obráncem. Brazilský fotbalista podepsal smlouvu na čtyři roky a v týmu se setkal se svým sevillským spoluhráčem Seydouem Keitou.
Prvním soutěžním zápasem byl zápas proti Wisle 13. srpna v předkole Ligy mistrů vyhraný výsledkem 4:0. Alvesův ligový debut 31. srpna skončil prohrou 0:1 s Numancií, nováčkem soutěže. Při domácí výhře 5:0 nad Almeríí vstřelil v ligovém zápase 8. kola svůj první gól v novém týmu. Trefil se z přímého kopu z více než 30 metrů. První El Clásico sezóny 2008/09 se odehrálo na domácím stadionu Camp Nou a Barcelona v něm vyhrála nad Realem Madrid 2:0, poprvé od roku 2005. V katalánském derby 21. února 2009 prohrála Barcelona doma s Espanyolem i s Alvesem v sestavě prvně od srpnového zápasu s Numancií.
Ačkoli pozice největší hvězdy náležela Lionelu Messimu a v týmu působili Xavi, Andrés Iniesta, Thierry Henry či Samuel Eto'o, označil jej odborník na španělský fotbal Sid Lowe ve svém lednovém článku pro The Guardian za nejlepšího hráče světa po Messim.
Nechyběl ve finále domácího poháru při výhře 4:1 nad Athleticem Bilbao 13. května 2009, při níž jej trefila fanouškem hozená plechovka. Ten den oslavil svoji první trofej za Barcelonu, která Copu vyhrála poprvé od roku 1998. Tři dny nato bylo rozhodnuto o titulu, když Real Madrid zaváhal, již mistrovská Barcelona posléze prohrála 1:2 s Realem Mallorca. Ve finále Ligy mistrů 27. května chyběl kvůli karetnímu trestu v základní sestavě v zápase proti obhajujícímu Manchesteru United. Jeho Barcelona vyhrála 2:0 a stala se prvním španělským klubem, který zkompletoval treble.

#### Sezóna 2009/10
Po úspěšném úsilí vybojovat domácí superpohár Supercopa de España ve dvojzápase proti Athleticu Bilbao se Barcelona rovněž v srpnu 2009 ujala ještě evropského Superpoháru UEFA po výhře 1:0 v prodloužení nad Šachtarem Doněck. V úvodním kole La Ligy v posledním srpnovém dni pomohl vyhrát 3:0 nad Sportingem Gijón dvěma asistencemi na góly Seydoua Keity a Zlatana Ibrahimoviće. Ve třetím kole 19. září se gólově prosadil z přímého kopu v zápase proti Atlétiku Madrid a přispěl ke třetí výhře v řadě výsledkem 5:2. V remízovém zápase 1:1 s Athleticem Bilbao 21. listopadu vstřelil jediný gól katalánského týmu. V průběhu prosince se účastnil Mistrovství světa klubů FIFA, kam Barcelona zamířila jako evropský šampion. Barcelona ve finále 19. prosince 2009 zdolala v prodloužení 2:1 argentinské Estudiantes, vítězný gól zaznamenal po Alvesově centru Lionel Messi. Barcelona dosáhla na „sextuple“, když v roce 2009 vybojovala šest trofejí – do té doby nedosažený rekord.
Třetí gól v (ligové) sezóně vsítil 23. ledna 2010 proti Realu Valladolid při venkovní výhře 3:0. Tato výhra v 19. kole učinila Barcelonu neporaženou v první polovině ligové sezóny, což se klubu podařilo poprvé v historii. První ligová porážka se udála 14. února 2010, kdy se Barcelona potýkala s absencemi včetně Alvese a prohrála 1:2 s Atlétikem Madrid na jeho hřišti. První semifinálový zápas Ligy mistrů na půdě Interu Milán 20. dubna dopadl výhrou domácích 3:1 a čtvrtou porážkou Barcelony v sezóně. Jednogólová výhra v domácí odvetě 28. dubna na Camp Nou na postup do finále nestačila. O titulu se rozhodovalo do posledního 38. kola, kdy Barcelona 16. května přivítila Real Valladolid, vyhrála 4:0 a se ziskem rekordních 99 bodů obhájila, neboť Real Madrid s Málagou remizoval. Alves byl v zápase nezvykle vystřídán přibližně 15 minut před koncem, neboť trenér Pep Guardiola potřeboval vyslat do hry útočníka Ibrahimoviće.

#### Sezóna 2010/11
V úvodním skupinovém zápase Ligy mistrů 14. září 2010 vstřelil závěrečný gól při domácí výhře 5:1 nad Panathinaikosem. 30. října vstřelil proti „své“ Seville gól a pomohl vyhrát 5:0. O čtyři týdny později nastoupil do El Clásica proti Realu Madrid, v němž Barcelona dominovala a po výsledku 5:0 zvítězila. 19. března 2011 se zaskvěl proti Getafe v ligovém vítězném zápase 29. kola, když povedenou střelou z 20 metrů z voleje otevřel skóre při výhře 2:1.
Barcelona ovládla španělskou La Ligu potřetí za sebou a Alves, nadále člen základní jedenáctky, nasbíral 15 asistencí (z 20 asistencí ze všech soutěží). Byl proto třetím nejlepším nahrávačem soutěže. Tentokrát mu finále Ligy mistrů s Manchesterem United neuniklo a jeho výkon na pravé straně hřiště – vzdor úsilí soupeřových fotbalistů Wayna Rooneyho a Pak Či-songa – pomohl Barceloně 28. května k výhře 3:1.

#### Sezóna 2011/12

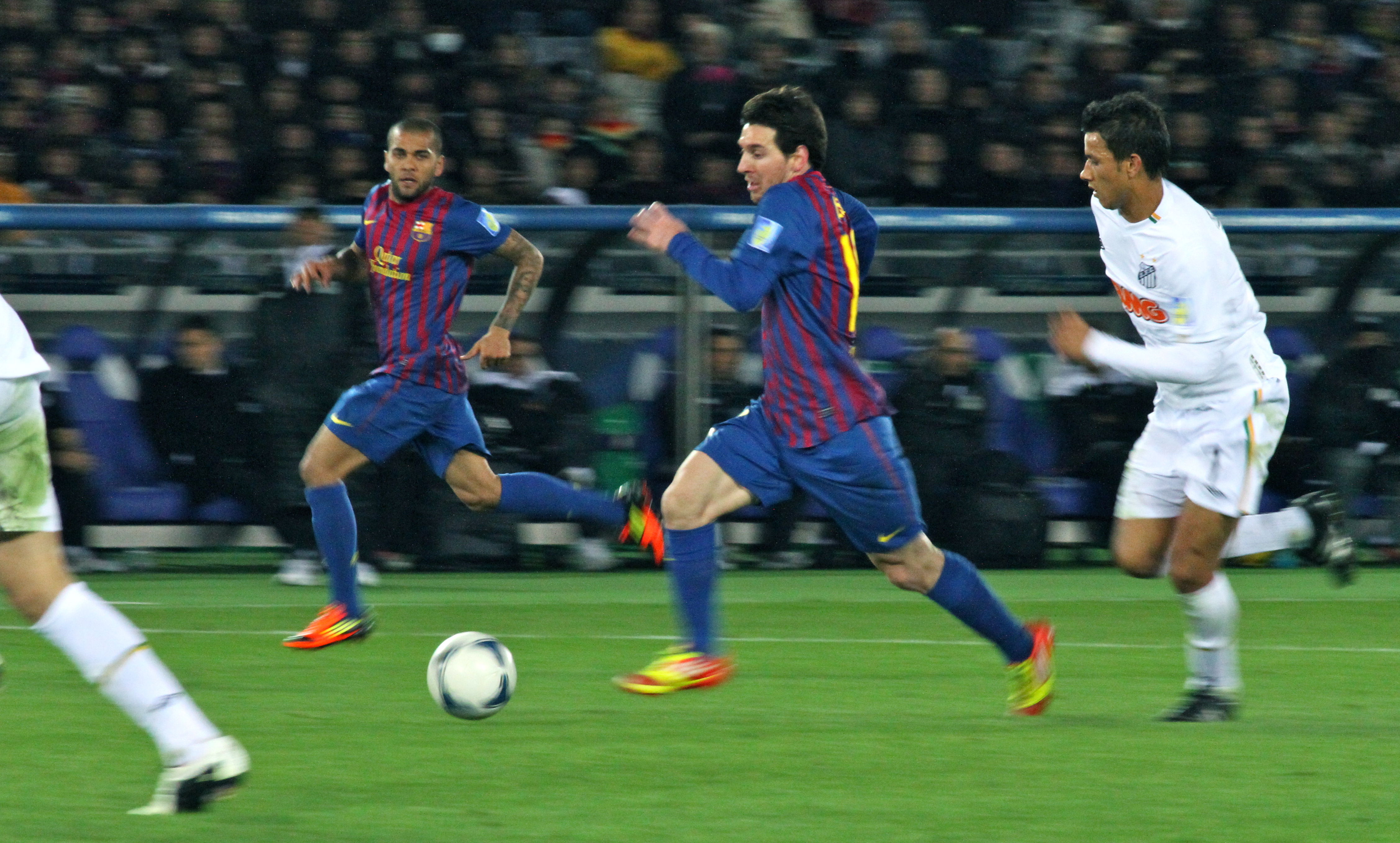
Dani Alves společně s Lionelem Messim (u míče) ve finále Mistrovství světa klubů FIFA proti Santosu

Alves zahájil sezónu 2011/12 14. srpna 2011 odehráním celého utkání španělského superpoháru proti Realu Madrid. Po remíze 2:2 se tři dny nato rozhodovalo v Katalánsku, kde Barcelona zvítězila výsledkem 3:2 a získala první trofej nové sezóny. Brazilec tomu napomohl dobrým bráněním Cristiana Ronalda. Na monackém stadionu Stade Louis II. byl 26. srpna po výsledku 2:0 na straně vítězů v utkání o Superpohár UEFA proti FC Porto. V průběhu září byl přítomen u výher 8:0 nad Osasunou a 5:0 nad Atlétikem Madrid v lize a 5:0 nad BATE Borisov v Lize mistrů.
Proti Mallorce 29. října si připsal vedle asistence Messimu i svůj gól, když zvyšoval na konečných 5:0 tzv. „angličanem“, kdy se míč dostal za brankovou čáru po odrazu od břevna. Po výsledku 0:1 na půdě Getafe 26. listopadu prohrálo mužstvo po 27 soutěžních utkáních a poprvé od dubna. V průběhu prosince se Alves podílel na triumfu na Mistrovství světa klubů. Ve finále proti Santosu 18. prosince pomohl k výhře 4:0 nad brazilským klubem dvěma asistencemi a Barcelona vybojovala pátou trofej v kalendářním roce 2011.
V lednu znovu došlo na střetnutí s Realem, tentokrát ve čtvrtfinále o španělský pohár. Alves na sebe upozornil povedeným gólem v odvetě, po němž vedla Barcelona 2:0. Ačkoliv soupeř srovnal na 2:2, výhra 2:1 z prvního utkání posunula Barcelonu mezi poslední čtyři celky. Alves si připsal po jedné asistenci v obou duelech osmifinále Ligy mistrů s Leverkusenem, v tom druhém se 7. března 2012 urodila výhra 7:1. Ve čtvrtfinále se Barcelona znovu úspěšně střetla s AC Milán a stala se teprve druhým týmem, který se mezi semifinalisty dostal popáté v řadě. V dubnovém semifinále proti Chelsea odehrál celé první utkání, které skončilo prohrou 0:1. Do odvety vstupoval až v jejím průběhu, když střídal zraněného Gerarda Piquého po úvodních 25 minutách. Londýnské mužstvo se po poločasové přestávce za stavu 2:0 vzmohlo na obrat, vyrovnalo v závěrečných minutách na 2:2 a postoupilo.
Kvůli zranění byl nucen vynechat finálové utkání Copa del Rey proti Athleticu odehrané 25. května. Éra Pepa Guardioly skončila ziskem v pořadí 14. trofeje, Alvese proti baskickému mužstvu zastoupil jeho krajan Adriano. Alves prožil v sezóně určitý pokles formy, způsobené rovněž změnami rozestavení vynucenými zraněními obránců. Vyzkoušel si i roli středního obránce postaveného na kraji v obraně tříčlenné. Jeho centrované míče byly méně přesné, nadále však byl týmu platný v ofenzívě a svoji souhrou s Messim.

#### Sezóna 2012/13
Totožně jako v předešlé sezóně zahájilo novou kampaň utkání španělského superpoháru, v němž Barcelona stanula jako vítěz národního poháru proti ligovému mistrovi Realu Madrid. V prvním El Clásicu konaném 23. srpna 2012 již bez Pepa Guardioly a s novým trenérem Titem Vilanovou, dříve asistentem, odehrál Alves celé utkání při domácí výhře 3:2. Do odvety hrané o šest dní později vlivem zranění přivozeném v předzápasové rozcvičce nenastoupil. Barcelona prohrála 1:2 a vzhledem k pravidlu venkovních gólů připadla trofej rivalovi. Pod Vilanovou se Alves musel popasovat s rozestavením, ve kterém byl další ofenzivně laděný bek, a to Jordi Alba. Barcelona v úvodních šesti ligových kolech vždy zvítězila a vedla tak tabulku, první body ztratila až v dalším El Clásicu s Realem hraném 7. října na domácí půdě. Remízové utkání skončilo 2:2 a Alves se v jeho průběhu zranil, rozšířil tak marodku s dalšími obránci, Piquém a Puyolem. Po úvodních dvou měsících opředených zraněními a poklesem formy se zlepšil a odvrátil tak naděje mladého Martína Montoyi na místo v základní sestavě.
V utkání skupiny Ligy mistrů 7. listopadu odehrál na půdě Celtiku celý zápas. Konečné skóre 1:2 znamenalo první porážku Barcelony ve skupině evropské soutěže na půdě soupeře po šesti letech. V pátém skupinovém utkání 20. listopadu vstřelil svůj jediný gól v sezóně proti Spartaku Moskva při výhře 3:0. V prvním utkání s tímto soupeřem si při výhře 3:2 dal vlastní gól. Barcelona se i bez zraněného Alvese stala 1. prosince španělským týmem s historicky nejlepším startem, když výhrou 5:1 s Athleticem zvítězila ve 13. utkání z prvních 14.
Dne 19. ledna 2013 čekala Barcelonu první ligová prohra sezóny 2012/13. Stalo se tak po výsledku 2:3 v utkání na půdě Realu Sociedad, ačkoliv byl stav po 25 minutách po Pedrově gólu po Alvesově přihrávce 2:0. Ve čtvrtfinálovém utkání Ligy mistrů 2. dubna na hřišti Paris Saint-Germain otevíral skóre po Alvesově přihrávce Messi, avšak závěrečné drama vyústilo v remízu 2:2. Domácí remíza 1:1 a pravidlo o venkovních gólech vměstnalo tým mezi nejlepší čtveřici rekordně pošesté v řadě. Tam Barcelonu zastavil Bayern Mnichov, který jí 23. dubna uštědřil porážku 4:0, první po 22 utkáních v evropské soutěži počínaje říjnem 2009. Alves se vydával útočit, soupeřův levý krajní bek David Alaba však zvládal bránit i útočit a navíc vypomáhat křídelníkovi Franckovi Ribérymu proti Alvesovi krytému Alexisem Sánchezem. Pro Barcelonu šlo o největší porážku od května 2007.
Nedohrál ligové utkání s Atlétikem 12. května kvůli zranění. Vítězství Barceloně zajistilo mistrovský titul po roční odmlce, pro Alvese čtvrtý během pěti let.

#### Sezóna 2013/14
Po odchodu Érica Abidala převzal dres s číslem 22. Barcelona vstoupila do sezóny 2013/14 s novou posilou v podobě talentovaného Neymara. Na úvod ligy dne 18. srpna 2013 svěřenci nového trenéra Gerarda Martina zvítězili 7:0 nad Levante s Alvesem jako autorem třetího gólu. Brazilec Neymar 21. srpna srovnával po Alvesově centru na 1:1 v utkání o domácí superpohár s Atlétikem. Po remíze 0:0 v odvetě hrané o týden později přidal Alves další trofej do své sbírky, poté co rozhodlo pravidlo venkovních gólů. Ve čtvrtém ligovém utkání 14. září otevřel skóre při výhře 3:2 nad Sevillou, proti svému bývalému klubu ovšem branku neoslavil.
Sehrál důležitou roli při vyřazení Manchesteru City v osmifinále Ligy mistrů, když v obou utkáních vstřelil gól. V tomtéž období však Barcelona prohrála ligová klání s Realem Sociedad a Realem Valladolid. Dokázala na ně zareagovat sérii pěti výher, než byla doma zastavena ve čtvrtfinále Ligy mistrů madridským Atlétikem, zrodila se remíza 1:1. Alves 9. dubna odehrál také celé odvetné střetnutí s tímto soupeřem. Katalánci podlehli 0:1 a poprvé od sezóny 2006/07 nepostoupili do semifinále. Nastoupil v základní sestavě finálového střetnutí o španělský pohár proti Realu Madrid 16. dubna 2014, v němž Barcelona prohrála 0:1. V domácím ligovém utkání proti Athleticu 20. dubna 2014 překonal metu 292 soutěžních utkání za Barcelonu a překonal tím Nizozemce Phillipa Cocua, do té doby na druhém místě v počtu startů ze zahraničních fotbalistů. O týden později snědl v utkání proti Villarrealu banán vhozený na trávník. V závěrečném 38. kole se Alves opět postavil Atlétiku, které 17. května 2014 remízou 1:1 na Camp Nou vybojovalo mistrovský titul. Brazilský obránce si vypracoval šanci, kterou ovšem neproměnil. Katalánský klub tak žádnou trofej v sezóně nezískal.

#### Sezóna 2014/15
Navzdory celoročnímu rokování o nové smlouvě se stal klíčovým hráčem i pro trenéra Luise Enriqueho. V sezóně 2014/15 náležel mezi deset nejvíce přihrávajících hráčů španělské ligy a v tomto ohledu byl třetí ve svém mužstvu. V úvodním skupinovém utkání Ligy mistrů nastoupil do 300. soutěžního utkání za klub a pomohl 17. září 2014 vyhrát výsledkem 1:0 nad kyperským týmem APOEL. Ve druhém utkání skupiny 30. září Barcelona poprvé v sezóně prohrála, když venku nestačila 2:3 na Paris Saint-Germain. Po Alvesově žluté kartě následoval přímý kop, z něhož padl úvodní gól střetnutí a první inkasový gól týmu v sezóně. Brazilcův centr později vyústil v Neymarův gól, který pouze skóre korigoval. Na stejného soupeře Barcelona narazila i v jarním čtvrtfinále. Alves kvůli žlutým kartám vynechal první z dubnových duelů, do odvety ovšem nastoupil a jeho centr asistoval dalšímu Neymarově gólu.
Svůj jubilejní 200. zápas za Barcelonu si zahrál 13. prosince 2014, a to proti Getafe (remíza 0:0). V souboji o titul se Alves se spoluhráči střetl 22. března s Realem a byl to jeho centr, který vedl k vítěznému gólu Luise Suáreze na 2:1. Barcelona tímto získala na soupeře čtyřbodový náskok v čele tabulky. Proti Athleticu ve finále o španělský pohár odehrál 30. května celé vítězné utkání, které skončilo 3:1. Samotný Alves asistoval Messiho gólu na 3:0.
Řada 18 utkání bez porážky byla ukončena Bayernem 6. května v semifinálové odvetě prohrou 2:3, jelikož však katalánský tým předtím 3:0 zvítězil, postoupil do finále. Do finále hraném 6. června na Olympijském stadionu v Berlíně nastoupil v základní jedenáctce. Barcelona zvítězila nad Juventusem 3:1 a stala se prvním klubem, který treble získal dvakrát. Z osy týmu obou triumfů vedle Alvese zbývali Xavi, Iniesta, Busquets, Piqué, Pedro a Messi.
Dne 9. června se s klubem dohodl na prodloužení smlouvy. Ta ho v Katalánsku zavazovala do roku 2017 a obsahovala opci na další případný rok. Byl vyhlášen nejlepším obráncem španělské ligy, v té si připsal šest asistencí.

#### Sezóna 2015/16
Ve své poslední osmé sezóně za Barcelonu se radoval z trofeje hned zkraje, když 11. srpna 2015 vyrovnal po výhře 5:4 v prodloužení rekordmana Paola Maldiniho, do té doby jediného čtyřnásobného vítěze Superpoháru UEFA. O tři dny později stál na straně poražených v prvním utkání o španělský superpohár Supercopa de España, Athletic Barcelonu porazil 4:0 a vzdor prohře 0:1 ve druhém utkání získal trofej. Alves v prvním utkání dopustil penaltu, již proměnil ve čtvrtý gól Aritz Aduriz Pozici v základní sestavě si navzdory úsilí mladého odchovance Sergi Roberta uchoval. Jako jeden z mála přesáhl ve španělské první lize hranici 400 utkání. Stalo se tak proti Getafe v utkání hraném 31. října, Barcelona zvítězila 2:0. Svůj jediný gól v sezóně vsítil při výhře 6:1 2. prosince v šestnáctifinále domácího poháru proti Villanovense z nižší ligy.
Barcelona od začátku října neprohrávala a tato série našla svůj konec až během El Clásica proti Realu Madrid 2. dubna 2016 po 39 utkáních. Dne 13. dubna Alves a jeho spoluhráči poprvé prohráli v Lize mistrů, když v čtvrtfinálové odvetě podlehli Atlétiku a byli vyřazeni.
Po tomto utkání na sociálních sítích zveřejnil bizarní video, ve kterém parodoval svoji manželku, jak ho utěšuje po čtvrtfinálovém neúspěchu. Trenér Enrique jej potrestal tím, že ho posadil pro utkání s Valencií na lavičku náhradníků. Barcelona ovládla 22. května finále španělského poháru v prodloužení, když po výsledku 2:0 porazila Sevillu. V závěrečných minutách základní hrací doby Alves kontroverzně přidržel ve vápně soupeřova hráč Vicenteho Iborru za nerozhodného stavu, ale rozhodčí penaltu soupeři neudělil.

### Další kariéra
V létě 2016 přestoupil jako volný hráč (tedy zdarma) z Barcelony do italského Juventusu Turín. Podepsal zde dvouletou smlouvu. Již v červenci 2017 se však stěhoval znovu, přestoupil do francouzského klubu Paris Saint-Germain.

## Reprezentační kariéra
První reprezentační zápas za Brazílii odehrál v roce 2006.
V přátelských zápasech trenéra Dungu přesvědčil a ten jej zahrnul do nominace pro jihoamerický turnaj Copa América 2007 pořádaný Venezuelou. Jelikož byl pravý kraj obrany obsazen Maiconem z Interu Milán, hrál Alves na kraji zálohy. Tak tomu bylo i v úvodním zápase s Mexikem 28. června (prohra 0:2), kdy střídal ve druhém poločase krajního záložníka Elana. Zatímco odehrál další trojici zápasů, Brazílie postoupila do finále. Proti Argentině 15. července opět nefiguroval v základní sestavě, ovšem Elanovo zranění ve 34. minutě přimělo Dungu vyslat ho na hřiště. Alves o šest minut později otevřel skóre, byť šlo spíše o vlastní gól soupeřova obránce Roberta Ayaly. Ve druhém poločase zvýšil vedení na konečných 3:0.
První světové mistrovství si zahrál v roce 2010 pod Dungou v Jihoafrické republice. V prvním zápase skupiny pomohl vyhrát 2:1 nad Severní Koreou. Brazílie – s Maiconem na pravém kraji obrany a Alvesem na pravém kraji záložní řady – postoupila do osmifinále, ve kterém vyřadila Chile. Ve čtvrtfinále však přišlo vyřazení od pozdějšího finalisty, Nizozemska.
Zúčastnil se šampionátu Copa América 2011 pořádaném Argentinou, na kterém Brazílie neuspěla, když po penaltách padla ve čtvrtfinále s Paraguayí. Podle Goal.com patřil k hvězdám, které nejvíce zklamaly, po dvou zápasech jej na pravém kraji obrany nahradil Maicon v souladu s rozhodnutím trenéra Mana Menezese.
Zúčastnil se Konfederačního poháru FIFA 2013 v Brazílii, kde domácí brazilský tým získal zlaté medaile po vítězství 3:0 ve finále nad Španělskem.
Trenér Luiz Felipe Scolari jej povolal na domácí Mistrovství světa 2014 v Brazílii. Brazilci obsadili konečné čtvrté místo a zůstali bez medaile.
Nechyběl v květnové Titeho nominaci na Brazílií pořádaný turnaj Copa América 2019, který sehrál v roli kapitána namísto Neymara. Na závěr skupinové fáze si 22. června připsal gól proti Peru při výhře 5:0 před publikem v São Paulu. Ve věku 36 let a 47 dní se stal nejstarším skórujícím Brazilcem na Copa América, když překonal Zizinha na turnaji pořádaném v roce 1959. Vedle toho srovnal Pelého v počtu utkání za národní tým, když nastoupil do svého 113. utkání. V historických žebříčcích tak Alvesovi nově patřilo dělené páté místo, ze kterého se ještě během turnaje posunul blíže vrcholu, neboť záhy překonal čtvrtého Djalmu Santose se 114 utkáními. Brazílie si později 7. července zahrála finále a proti témuž soupeři. Vyhrála 3:1 a jihoamerický turnaj vyhrála podesáté v historii. Sám Alves byl zvolen nejužitečnějším hráčem turnaje.
V červenci a srpnu roku 2021 se Alves poprvé účastnil o rok odložených Letních olympijských her pořádaných Japonskem. Na turnaji nevynechal jedinou minutu a v závěrečném šestém zápase – ve finále se Španělskem – pomohl vyhrát 2:1 v prodloužení asistencí na úvodní gól Matheuse Cunhy. Brazílii, která vyhrála olympijské zlato ve fotbale podruhé v řadě, reprezentoval ve věku 38 let. Získal 43. trofej své kariéry.

## Incident s banánem
27. dubna 2014 v ligovém zápase s Villarrealem se Alves chystal rozehrát rohový kop, když nedaleko něj přistál banán, jenž hodil jeden z příznivců Villarealu (což je bráno jako rasistické gesto). Alves nešel upozornit rozhodčího, ale banán zvedl z trávníku, rychle oloupal, snědl a poté pokračoval ve hře. Díky jeho reakci se zvedla na sociálních sítích vlna solidarity, s banánem se fotilo mnoho fotbalistů (např. Sergio Agüero, David Luiz, Hulk, Mario Balotelli, Roberto Carlos), politiků a dalších osobností. Španělská policie oznámila, že muž podezřelý z vhození banánu byl zadržen. Místní tisk referoval, že se jedná o 26letého fanouška Vilarealu jménem David Campaya Lleo. Villareal avizoval, že muž dostal doživotní zákaz vstupu na stadion a jeho permanentku stornoval. Alves se vyjádřil, že to nebyl ojediněný incident, ale že se stal terčem rasistických urážek již několikrát.
Později vyšlo najevo, že Alvesova reakce byla naplánována předem marketingovou společností, aby se upozornilo na dlouholetý problém ve španělském fotbale - rasismus. Když byl v březnovém derby s Espanyolem terčem rasismu Alvesův spoluhráč Neymar, několik marketingových firem bylo požádáno o navržení kampaně, která by zacílila na tento nešvar. Původně to měl být právě Neymar, kdo měl snít vhozené ovoce, až tento případ nastane. Nakonec tak učinil Dani Alves, a kampaň se rozjela se stejnou odezvou.

## Statistiky

### Klub
Aktuální k 6. únoru 2022
| Klub                | Sezóna            | Ligová soutěž     | Ligová soutěž | Ligová soutěž | Národní pohár | Národní pohár | Ligový pohár | Ligový pohár | Kontinentální soutěže | Kontinentální soutěže | Ostatní | Ostatní | Celkově | Celkově |
| Klub                | Sezóna            | Liga              | Zápasy        | Góly          | Zápasy        | Góly          | Zápasy       | Góly         | Zápasy                | Góly                  | Zápasy  | Góly    | Zápasy  | Góly    |
| ------------------- | ----------------- | ----------------- | ------------- | ------------- | ------------- | ------------- | ------------ | ------------ | --------------------- | --------------------- | ------- | ------- | ------- | ------- |
| Bahia               | 2001              | Série A           | 6             | 0             | 0             | 0             | —            | —            | —                     | —                     | —       | —       | 6       | 0       |
| Bahia               | 2002              | Série A           | 19            | 2             | 6             | 2             | —            | —            | —                     | —                     | 6       | 1       | 31      | 5       |
| Bahia               | Celkově           | Celkově           | 25            | 2             | 6             | 2             | —            | —            | —                     | —                     | 6       | 1       | 37      | 5       |
| Sevilla             | 2002/03           | La Liga           | 10            | 0             | 1             | 0             | —            | —            | —                     | —                     | —       | —       | 11      | 0       |
| Sevilla             | 2003/04           | La Liga           | 29            | 1             | 7             | 1             | —            | —            | —                     | —                     | —       | —       | 36      | 2       |
| Sevilla             | 2004/05           | La Liga           | 33            | 2             | 5             | 0             | —            | —            | 9                     | 0                     | —       | —       | 47      | 2       |
| Sevilla             | 2005/06           | La Liga           | 36            | 3             | 2             | 0             | —            | —            | 14                    | 0                     | —       | —       | 52      | 3       |
| Sevilla             | 2006/07           | La Liga           | 34            | 3             | 8             | 0             | —            | —            | 14                    | 2                     | 1       | 0       | 57      | 5       |
| Sevilla             | 2007/08           | La Liga           | 33            | 2             | 3             | 0             | —            | —            | 8                     | 2                     | 3       | 0       | 47      | 4       |
| Sevilla             | Celkově           | Celkově           | 175           | 11            | 26            | 1             | —            | —            | 45                    | 4                     | 4       | 0       | 250     | 16      |
| Barcelona           | 2008/09           | La Liga           | 34            | 5             | 8             | 0             | —            | —            | 12                    | 0                     | —       | —       | 54      | 5       |
| Barcelona           | 2009/10           | La Liga           | 29            | 3             | 3             | 0             | —            | —            | 11                    | 0                     | 5       | 0       | 48      | 3       |
| Barcelona           | 2010/11           | La Liga           | 35            | 2             | 5             | 0             | —            | —            | 12                    | 2                     | 2       | 0       | 54      | 4       |
| Barcelona           | 2011/12           | La Liga           | 33            | 2             | 5             | 1             | —            | —            | 10                    | 0                     | 4       | 0       | 52      | 3       |
| Barcelona           | 2012/13           | La Liga           | 30            | 0             | 6             | 0             | —            | —            | 10                    | 1                     | 1       | 0       | 47      | 1       |
| Barcelona           | 2013/14           | La Liga           | 27            | 2             | 5             | 0             | —            | —            | 8                     | 2                     | 2       | 0       | 42      | 4       |
| Barcelona           | 2014/15           | La Liga           | 30            | 0             | 5             | 0             | —            | —            | 11                    | 0                     | —       | —       | 46      | 0       |
| Barcelona           | 2015/16           | La Liga           | 29            | 0             | 6             | 1             | —            | —            | 8                     | 0                     | 5       | 0       | 48      | 1       |
| Barcelona           | Celkově           | Celkově           | 247           | 14            | 43            | 2             | —            | —            | 82                    | 5                     | 19      | 0       | 391     | 21      |
| Juventus            | 2016/17           | Serie A           | 19            | 2             | 2             | 1             | —            | —            | 12                    | 3                     | 0       | 0       | 33      | 6       |
| Paris Saint-Germain | 2017/18           | Ligue 1           | 25            | 1             | 4             | 0             | 3            | 1            | 8                     | 2                     | 1       | 1       | 41      | 5       |
| Paris Saint-Germain | 2018/19           | Ligue 1           | 23            | 1             | 4             | 2             | 2            | 0            | 3                     | 0                     | 0       | 0       | 32      | 3       |
| Paris Saint-Germain | Celkově           | Celkově           | 48            | 2             | 8             | 2             | 5            | 1            | 11                    | 2                     | 1       | 1       | 73      | 8       |
| São Paulo           | 2019              | Série A           | 20            | 2             | —             | —             | —            | —            | —                     | —                     | —       | —       | 20      | 2       |
| São Paulo           | 2020              | Série A           | 30            | 1             | 6             | 0             | —            | —            | 6                     | 2                     | 11      | 4       | 53      | 7       |
| São Paulo           | 2021              | Série A           | 6             | 0             | 1             | 0             | —            | —            | 6                     | 0                     | 9       | 1       | 22      | 1       |
| São Paulo           | Celkově           | Celkově           | 56            | 3             | 7             | 0             | —            | —            | 12                    | 2                     | 20      | 5       | 95      | 10      |
| Barcelona           | 2021/22           | La Liga           | 2             | 1             | 2             | 0             | —            | —            | 0                     | 0                     | 1       | 0       | 5       | 1       |
| Celkově v kariéře   | Celkově v kariéře | Celkově v kariéře | 572           | 35            | 94            | 8             | 6            | 2            | 162                   | 15                    | 51      | 7       | 885     | 67      |

### Reprezentace podle roků
Aktuální k 9. březnu 2022
| Rok    | Zápasy | Góly |
| ------ | ------ | ---- |
| 2006   | 1      | 0    |
| 2007   | 12     | 1    |
| 2008   | 5      | 0    |
| 2009   | 14     | 2    |
| 2010   | 12     | 2    |
| 2011   | 10     | 0    |
| 2012   | 5      | 0    |
| 2013   | 13     | 0    |
| 2014   | 6      | 1    |
| 2015   | 8      | 0    |
| 2016   | 12     | 1    |
| 2017   | 6      | 0    |
| 2018   | 2      | 0    |
| 2019   | 11     | 1    |
| 2020   | 0      | 0    |
| 2021   | 1      | 0    |
| 2022   | 2      | 0    |
| Celkem | 120    | 8    |

### Reprezentační starty a góly
| Reprezentační starty a góly | Reprezentační starty a góly | Reprezentační starty a góly           | Reprezentační starty a góly | Reprezentační starty a góly | Reprezentační starty a góly | Reprezentační starty a góly           |
| #                           | Datum                       | Místo                                 | Protivník                   | Výsledek                    | Góly                        | Soutěž                                |
| 2006–07                     | 2006–07                     | 2006–07                               | 2006–07                     | 2006–07                     | 2006–07                     | 2006–07                               |
| --------------------------- | --------------------------- | ------------------------------------- | --------------------------- | --------------------------- | --------------------------- | ------------------------------------- |
|                             | 7.10.2006                   | Kuvajt City, Kuvajt                   | Kuvajt                      | 4–0                         | 0                           | Exhibice                              |
| 1.                          | 10.10.2006                  | Stockholm, Švédsko                    | Ekvádor                     | 2–1                         | 0                           | Přátelský zápas                       |
| 2.                          | 6.2.2007                    | Londýn, Anglie                        | Portugalsko                 | 0–2                         | 0                           | Přátelský zápas                       |
| 3.                          | 24.3.2007                   | Göteborg, Švédsko                     | Chile                       | 4–0                         | 0                           | Přátelský zápas                       |
| 4                           | 27.3.2007                   | Stockholm, Švédsko                    | Ghana                       | 1–0                         | 0                           | Přátelský zápas                       |
| 5.                          | 1.6.2007                    | Londýn, Anglie                        | Anglie                      | 1–1                         | 0                           | Přátelský zápas                       |
| 6.                          | 26.6.2007                   | Puerto Ordaz, Venezuela               | Mexiko                      | 0–2                         | 0                           | Copa América 2007                     |
| 7.                          | 1.7.2007                    | Maturín, Venezuela                    | Chile                       | 3–0                         | 0                           | Copa América 2007                     |
| 8.                          | 4.7.2007                    | Puerto la Cruz, Venezuela             | Ekvádor                     | 1–0                         | 0                           | Copa América 2007                     |
| 9.                          | 15.7.2007                   | Maracaibo, Venezuela                  | Argentina                   | 3–0                         | 1                           | Copa América 2007                     |
| 2007–08                     |                             |                                       |                             |                             |                             |                                       |
| 10.                         | 22.8.2007                   | Montpellier, Francie                  | Alžírsko                    | 2–0                         | 0                           | Přátelský zápas                       |
| 11.                         | 9.9.2007                    | Chicago, USA                          | USA                         | 4–2                         | 0                           | Přátelský zápas                       |
| 12.                         | 12.9.2007                   | Boston, USA                           | Mexiko                      | 3–1                         | 0                           | Přátelský zápas                       |
| 13.                         | 21.11.2007                  | São Paulo, Brazílie                   | Uruguay                     | 2–1                         | 0                           | Kvalifikace na Mistrovství světa 2010 |
| 14.                         | 26.3.2008                   | Londýn, Anglie                        | Švédsko                     | 1–0                         | 0                           | Přátelský zápas                       |
| 15.                         | 31.4.2008                   | Seattle, USA                          | Kanada                      | 3–2                         | 0                           | Přátelský zápas                       |
| 16.                         | 6.6.2008                    | Boston, USA                           | Venezuela                   | 0–2                         | 0                           | Přátelský zápas                       |
| 17.                         | 18.6.2008                   | Belo Horizonte, Brazílie              | Argentina                   | 0–0                         | 0                           | Kvalifikace na Mistrovství světa 2010 |
| 2008–09                     |                             |                                       |                             |                             |                             |                                       |
| 18.                         | 19.11.2008                  | Brasília, Brazílie                    | Portugalsko                 | 6–2                         | 0                           | Přátelský zápas                       |
| 19.                         | 10.2. 2009                  | Londýn, Anglie                        | Itálie                      | 2–0                         | 0                           | Přátelský zápas                       |
| 20.                         | 29.3.2009                   | Quito, Ekvádor                        | Ekvádor                     | 1–1                         | 0                           | Kvalifikace na Mistrovství světa 2010 |
| 21.                         | 1.4.2009                    | Porto Alegre, Brazil                  | Peru                        | 3–0                         | 0                           | Kvalifikace na Mistrovství světa 2010 |
| 22.                         | 6.6.2009                    | Montevideo, Uruguay                   | Uruguay                     | 4–0                         | 1                           | Kvalifikace na Mistrovství světa 2010 |
| 23.                         | 10.6.2009                   | Recife, Brazil                        | Paraguay                    | 2–1                         | 0                           | Kvalifikace na Mistrovství světa 2010 |
| 24.                         | 15.6.2009                   | Bloemfontein, Jižní Afrika            | Egypt                       | 4–3                         | 0                           | Konfederační pohár FIFA 2009          |
| 25.                         | 25.6.2009                   | Johannesburg, Jižní Afrika            | Jihoafrická republika       | 1–0                         | 1                           | Konfederační pohár FIFA 2009          |
| 26.                         | 28.6.2009                   | Johannesburg, Jižní Afrika            | USA                         | 3–2                         | 0                           | Konfederační pohár FIFA 2009          |
| 2009–2010                   |                             |                                       |                             |                             |                             |                                       |
| 27.                         | 12.8.2009                   | Tallinn, Estonsko                     | Estonsko                    | 1–0                         | 0                           | Přátelský zápas                       |
| 28.                         | 5.9.2009                    | Rosario, Argentina                    | Argentina                   | 3–1                         | 0                           | Kvalifikace na Mistrovství světa 2010 |
| 29.                         | 9.9.2009                    | Salvador, Brazílie                    | Chile                       | 4–2                         | 0                           | Kvalifikace na Mistrovství světa 2010 |
| 30.                         | 11.10.2009                  | La Paz, Bolívie                       | Bolívie                     | 1–2                         | 0                           | Kvalifikace na Mistrovství světa 2010 |
| 31.                         | 14.11.2009                  | Dauhá, Katar                          | Anglie                      | 1–0                         | 0                           | Přátelský zápas                       |
| 32.                         | 17.11.2009                  | Muscat, Omán                          | Omán                        | 2–0                         | 0                           | Přátelský zápas                       |
| 33.                         | 2.3.2010                    | Londýn, Anglie                        | Irsko                       | 2–0                         | 0                           | Přátelský zápas                       |
| 34.                         | 2.6.2010                    | Harare, Zimbabwe                      | Zimbabwe                    | 3–0                         | 0                           | Přátelský zápas                       |
| 35.                         | 7.6.2010                    | Dar es Salaam, Tanzanie               | Tanzanie                    | 5–1                         | 0                           | Přátelský zápas                       |
| 36.                         | 15.6.2010                   | Johannesburg, JAR                     | Severní Korea               | 2–1                         | 0                           | Mistrovství světa ve fotbale 2010     |
| 37.                         | 20.6.2010                   | Johannesburg, JAR                     | Pobřeží slonoviny           | 3–1                         | 0                           | Mistrovství světa ve fotbale 2010     |
| 38.                         | 25.6.2010                   | Durban, JAR                           | Portugalsko                 | 0–0                         | 0                           | Mistrovství světa ve fotbale 2010     |
| 39.                         | 28.6.2010                   | Johannesburg, JAR                     | Chile                       | 3–0                         | 0                           | Mistrovství světa ve fotbale 2010     |
| 40.                         | 2.6.2010                    | Port Elizabeth, JAR                   | Nizozemsko                  | 1–2                         | 0                           | Mistrovství světa ve fotbale 2010     |
| 2010–2011                   |                             |                                       |                             |                             |                             |                                       |
| 41.                         | 11.8.2010                   | New Meadowlands Stadium, USA          | USA                         | 2–0                         | 0                           | Přátelský zápas                       |
| 42.                         | 7.10.2010                   | Zayed Sports City Stadium, SAE        | Írán                        | 3–0                         | 1                           | Přátelský zápas                       |
| 43.                         | 11.10.2010                  | Pride Park Stadium, Derby, Anglie     | Ukrajina                    | 3–0                         | 1                           | Přátelský zápas                       |
| 44.                         | 17.11.2010                  | Dauhá, Katar                          | Argentina                   | 0–1                         | 0                           | Přátelský zápas                       |
| 45.                         | 9.2.2011                    | Stade de France, Saint-Denis, Francie | Francie                     | 0–1                         | 0                           | Přátelský zápas                       |
| 46.                         | 27.3.2011                   | Londýn, Anglie                        | Skotsko                     | 2–0                         | 0                           | Přátelský zápas                       |
| 47.                         | 4.6.2011                    | Goiânia, Brazílie                     | Nizozemsko                  | 0–0                         | 0                           | Přátelský zápas                       |
| 48.                         | 3.7. 2011                   | La Plata, Argentina                   | Venezuela                   | 0–0                         | 0                           | Copa América 2011                     |
| 49.                         | 9.7.2011                    | Córdoba, Argentina                    | Paraguay                    | 2–2                         | 0                           | Copa América 2011                     |
| 2011–2012                   |                             |                                       |                             |                             |                             |                                       |
| 50.                         | 10.8.2011                   | Stuttgart, Německo                    | Německo                     | 2–3                         | 0                           | Přátelský zápas                       |
| 51.                         | 5.9.2011                    | Londýn, Anglie                        | Ghana                       | 1–0                         | 0                           | Přátelský zápas                       |
| 52.                         | 8.10.2011                   | San José, Kostarika                   | Kostarika                   | 1–0                         | 0                           | Přátelský zápas                       |
| 53.                         | 12.10.2011                  | Torreón, Mexiko                       | Mexiko                      | 2–1                         | 0                           | Přátelský zápas                       |
| 54.                         | 14.10.2011                  | Doha, Katar                           | Egypt                       | 2–0                         | 0                           | Přátelský zápas                       |
| 55.                         | 28.2.2012                   | St. Gallen, Švýcarsko                 | Bosna a Hercegovina         | 2–1                         | 0                           | Přátelský zápas                       |

## Úspěchy a ocenění

### Klubové
EC Bahia
- vítěz Campeonato do Nordeste – 2001, 2002[127][128]
- vítěz Campeonato Baiano – 2001[129]

Sevilla FC
- vítěz španělského poháru Copa del Rey – 2006/07
- vítěz španělského superpoháru Supercopa de España – 2007
- vítěz Poháru UEFA – 2005/06, 2006/07
- vítěz Superpoháru UEFA – 2006

FC Barcelona
- vítěz španělské ligy Primera División – 2008/09, 2009/10, 2010/11, 2012/13, 2014/15, 2015/16
- vítěz španělského poháru Copa del Rey – 2008/09, 2011/12, 2014/15, 2015/16
- vítěz španělského superpoháru Supercopa de España – 2009, 2010, 2011, 2013
- vítěz Ligy mistrů UEFA – 2008/09, 2010/11, 2014/15
- vítěz Superpoháru UEFA – 2009, 2011, 2015
- vítěz Mistrovství světa klubů FIFA – 2009, 2011, 2015

Juventus FC
- vítěz italské ligy Serie – 2016/17
- vítěz italského poháru Coppa Italia – 2016/17

Paris Saint-Germain FC
- vítěz francouzské ligy Ligue 1 – 2017/18, 2018/19
- vítěz francouzského poháru Coupe de France – 2017/18
- vítěz francouzského ligového poháru Coupe de la Ligue – 2017/18
- vítěz francouzského superpoháru Trophée des champions – 2017, 2018

São Paulo FC
- vítěz Campeonato Paulista – 2021

### Reprezentační
Brazilská reprezentace do 20 let (Brazílie U20)
- Mistrovství světa hráčů do 20 let – 2003[130]

Brazilská reprezentace
- Copa América – 2007, 2019[129]
- Konfederační pohár FIFA – 2009, 2013[129]

### Individuální
- Nejužitečnější hráč Poháru UEFA – 2005/06[5]
- Nejužitečnější hráč Superpoháru UEFA – 2006[131]
- Nejlepší obránce La Ligy podle LFP – 2008/09[132]
- Tým roku podle UEFA – 2007,[133] 2009,[134] 2011,[135] 2015,[136] 2017[137]
- Nejlepší jedenáctka podle ESM – 2006/07,[138] 2008/09,[139] 2009/10,[zdroj?] 2010/11,[140] 2011/12[141]
- Světová jedenáctka FIFA FIFPro – 2009,[142] 2011,[143] 2012,[144] 2013,[145] 2015,[146] 2016,[147] 2017,[148] 2018[149]
- Tým sezóny La Ligy podle LFP – 2014/15[150]
- Tým roku Serie A – 2016/17[151]
- Tým roku Ligue 1 podle UNFP – 2017/18[152]

## Osobní život
Dani Alves se narodil v Juazeiru, vesnici blízko Bahíi. Jeho dětství rozhodně nebylo jednoduché. S otcem chodíval lovit holuby, aby mohl domů přinést nějaké maso a přežít. K lovu používal vlastnoručně vyrobené pasti a praky. Když už byli na lovu dlouho, holuba si nad ohněm rovnou upekli. S otcem vždy soutěžil, kdo toho uloví více. Jako dítě Daniel pracoval jako sběrač melounů, rajčat a cibulí.
Již od dětství byl fotbal jeho vášní. Dával na zem 2 pantofle místo branky. Místo míče používal různé koule, igelitové sáčky či ponožky. I přes všechny tyto trable, Alvés hovoří o této etapě svého života s láskou. Říká, že vše, co v dětství prožil, jej naučilo vážit si věcí, které jej potkaly v budoucnosti jako fotbalistu.
Jeho otec Domingos zůstal v Bahíi, ale i přes velkou vzdálenost je Dani Alves přesvědčen, že je na něj otec pyšný. "Můj otec vždy byl mou oporou. Celý svůj život se snažím dělat věci, díky nimž by na mne mohl být hrdý. Mohl jsem si splnit sen a stát se fotbalistou a vím, že on je na mne hrdý."
Dani Alves má se svou bývalou ženou dvě děti, syna Daniela a dceru Victorii.